# Noah Segan
Noah Segan (né le 5 octobre 1983 à Brooklyn), est un acteur américain.

## Biographie
Noah Segan est né le 5 octobre 1983 à Brooklyn, États-Unis. Il a un frère, Sascha Segan.
Il est le petit-fils du photographe Arthur Rothstein et le neveu du musicien de rock Rob Stoner.

### Vie privée
Il est marié à Alison Bennett depuis mai 2017. Ils ont deux enfants.

## Carrière
Il débute au cinéma en 2005 dans Brick de Rian Johnson (avec qui il collabore régulièrement).
En 2009, il retrouve Lyne Renée pour la seconde fois dans The Hessen Affair.

## Filmographie

### Cinéma

#### Longs métrages
- 2005 : Brick de Rian Johnson : Dode
- 2005 : Adam and Steve de Craig Chester : Twink
- 2005 : Waterborne de Ben Rekhi : Donovan
- 2005 : Self Medicated de Monty Lapica : Trevor
- 2006 : The Visitation de Robby Henson : Michael Elliot
- 2007 : The Picture of Dorian Gray de Duncan Roy : Basil Hallward
- 2007 : What We Do Is Secret de Rodger Grossman : Don Bolles
- 2007 : Still Green de Jon Artigo : Sean
- 2008 : Fanboys de Kyle Newman : Boba Fett
- 2008 : Deadgirl de Marcel Sarmiento (en) et Gadi Harel : J.T.
- 2008 : The Box Collector de John Daly : Harry
- 2009 : Cabin Fever : Spring Fever de Ti West : John
- 2009 : Une arnaque presque parfaite (The Brothers Bloom) de Rian Johnson : Duke
- 2009 : The Hessen Affair de Paul Breuls : Lieutenant David Pallard
- 2009 : Someone's Knocking at the Door de Chad Ferrin : Justin
- 2010 : Quit de Dick Rude : Julius
- 2010 : All About Evil de Joshua Grannell : Adrian
- 2010 : Chain Letter de Deon Taylor : Dante
- 2010 : Undocumented de Chris Peckover : Klaus
- 2011 : Guadalupe the Virgin de Victoria Giordana : Benny
- 2012 : Looper de Rian Johnson : Kid Blue
- 2012 : The Frozen d'Andrew Hyatt : Le chasseur
- 2014 : Starry Eyes de Kevin Kölsch et Dennis Widmyer : Danny
- 2014 : Redeemer d'Ernesto Díaz Espinoza : Steve Bradock
- 2015 : Act of Honor (War Pigs) de Ryan Little : August Chambers
- 2015 : Tales of Halloween de Paul Solet : Bart (segment The Wick and The Wicked)
- 2015 : Some Kind of Hate d'Adam Egypt Mortimer : Krauss
- 2015 : The Mind's Eye de Joe Begos : Travis Levine
- 2015 : Follow d'Owen Egerton : Quinn
- 2016 : Hot de Victor Warren : Horn
- 2017 : Star Wars, épisode VIII : Les Derniers Jedi (Star Wars : Episode VIII – The Last Jedi) de Rian Johnson : Un pilote X-Wing
- 2017 : Get the Girl d'Eric England : Patrick
- 2017 : Angie X d'Angie Wang : Lior
- 2017 : Camera Obscura d'Aaron B. Koontz : Walt
- 2017 : Mohawk de Ted Geoghegan : Yancy
- 2019 : À couteaux tirés (Knives Out) de Rian Johnson : Agent Wagner
- 2019 : Scare Package de lui-même : Le mari (segment M.I.S.T.E.R.)
- 2020 : The Pale Door d'Aaron B. Koontz : Truman
- 2020 : The California No de Ned Ehrbar : Elliott
- 2022 : Glass Onion : Une histoire à couteaux tirés (Glass Onion : A Knives Out Mystery) de Rian Johnson : Derol
- 2022 : Blood Relatives de lui-même : Francis (également scénariste)

#### Courts métrages
- 2010 : Swerve de Brendan Gabriel Murphy : Mac
- 2010 : Abby de Chad Ferrin : Caleb
- 2011 : Transmission d'Andrew David Fox : L'homme errant
- 2018 : Haunted, Horrifying Sounds from Beyond the Grave de Rodney Ascher : Martin Stockdotter
- 2019 : My Name is Josy de Mayk Azzato : John
- 2020 : Wererock de Chris Merrill : Victor

#### Séries télévisées
- 1990 : The Baby-Sitters Club (en) : Derek Masters
- 1991 : Amoureusement vôtre (Loving) : John Roger
- 1995 : Mariés, deux enfants (Married… with Children) : Robby Bennett
- 1996 - 1998 : KaBlam! : Henry
- 2003 : Dawson (Dawson's Creek) : George
- 2003 : Les experts (CSI : Crime Scene Investigation) : Kelly James
- 2004 : NCIS : Enquêtes spéciales (NCIS) : Kyle Hendricks
- 2007 : Des jours et des vies (Days of Our Lives) : Conner Lockhart
- 2010 : Dr House (House M.D.) : William (Saison 6, épisode 18)
- 2017 : Dimension 404 : Charlie
- 2018 : Chicago Fire : Nate Isaacs
- 2019 : Single Parents : Warren
- 2021 : Mr. Corman : Sam

#### Téléfilm
- 2015 : Edge de Shane Black : Député Bean

### Clip
- 2012 : Skylar Grey - C'mon Let Me Ride : Le partenaire amoureux potentile
- 2013 : Skylar Grey - Final Warning : Le mari infidèle
- 2015 : Son Lux - You Don't Know Me : Le mari

## Distinctions

### Récompenses
- 2006 : Phoenix Film Festival de la meilleure distribution dans un drame biographique pour Self Medicated, partagé avec Monty Lapica, Shane Stuart, Diane Venora, Michael Bowen, Kristina Anapau, Michael Mantell, William Stanford Davis, Marcus Toji et Matthew Carey
- 2007 : Ft. Lauderdale International Film Festival de la meilleure distribution dans un drame pour Still Green, partagé avec Sarah Jones, Ryan Kelley, Douglas Spain, Paul Costa, Brandon Prado, Ashleigh Snyder, Michael Strynkowski, Nicole Komendat et Gricel Castineira
- 2009 : Eyegore Awards du meilleur vilain dans un drame d'horreur pour Deadgirl
- 2009 : Fright Meter Awards du meilleur acteur dans un drame d'horreur pour Deadgirl
- 2017 : GenreBlast Film Festival de la meilleure star invitée dans un drame de science-fiction pour Hot
- 2019 : Nightmares Film Festival de la meilleure comédie d'horreur pour Scare Package, partagé avec Mali Elfman, Courtney Andujar, Hillary Andujar, Anthony Cousins, Emily Hagins, Aaron B. Koontz, Chris McInroy et Baron Vaughn

### Nominations
- 2009 : Fright Meter Awards du meilleur acteur dans un second rôle dans un drame d'horreur pour Deadgirl
- 2018 : Reel East Texas Film Festival du meilleur acteur dans une comédie dramatique pour The California No
- 2019 : Nightmares Film Festival du meilleur scénario dans une comédie d'horreur pour Scare Package, partagé avec Hillary Andujar, Cameron Burns, Anthony Cousins, Ben Fee, Frank Garcia-Hejl, Emily Hagins, John Karsko, Aaron B. Koontz, Chris McInroy et Baron Vaughn
- 2020 : Online Film & Television Association Awards de la meilleure distribution dans une comédie dramatique pour À couteaux tirés, partagé avec Daniel Craig, Chris Evans, Ana de Armas, Jamie Lee Curtis, Michael Shannon, Don Johnson, Toni Collette, Lakeith Stanfield, Katherine Langford, Jaeden Martell, Christopher Plummer, Edi Patterson (en), Riki Lindhome, K Callan, Frank Oz, M. Emmet Walsh, Marlene Forte et Shyrley Rodriguez